# Alto Paraná (Paraná)
Alto Paraná ist ein brasilianisches Munizip im Norden des Bundesstaats Paraná. Es hat 13.929 Einwohner (2022), die Alto-Paranenser genannt werden. Seine Fläche beträgt 408 km². Es liegt 635 m über dem Meeresspiegel.

## Toponym
Bezeichnung von Imobiliária Ypiranga, von Boralli & Held, die die Gemeinde gegründet hat. Alto ist die Bezeichnung der geographischen Lage der Gemeinde in Bezug auf den Staat Paraná und Paraná aus der Tupi-Sprache Para-nã...: Fluss so groß wie das Meer.

## Geschichte
Das Gebiet von Alto Paraná wurde 1925–1927 von der Regierung des Staats Paraná an eine Gruppe von Engländern unter Leitung von Simon Fraser, 14. Lord Lovat, verkauft. Diese Companhia de Terras Norte do Paraná erschloss im Norden von Paraná 13.000 km² als so genannten Norte Novo. Ihr Nachfolger, die Companhia Melhoramentos Norte do Paraná führte in der Region eine echte Agrarreform durch, die das Gebiet sozial revolutionierte und dazu führte, dass der Staat Paraná in den 1960er Jahren zum zweitwichtigsten Getreideproduzenten und zum größten Kaffeeproduzenten Brasiliens wurde.
Die ersten Besichtigungen mit der Absicht der Besiedlung begannen in der Region von Alto Paraná im August 1949. In dieser Zeit erwarb die Immobiliengesellschaft Ypiranga von Boralli & Held von der Companhia de Terras Norte do Paraná 15.000 Alqueires paulistas (360 km²) Land, das das Gebiet der zukünftigen Stadt umriss.
Mitte 1949 begannen nicht weniger als vierhundert Familien mit landwirtschaftlichen Plantagen am Rande des Stadtkerns. Die Firma Boralli & Held setzte einen wahren Landrausch in Gang. Sie führte allein im ersten Jahr mindestens 10.000 Menschen in die Region. Dafür hatte sie eine eigene Vorgehensweise, die den Erwerb von Land und städtischen Grundstücken in der aufstrebenden Stadt erleichterte. Die Siedler kamen vorwiegend aus Santa Catarina und Rio Grande do Sul. Zahlreiche Familien kamen mit der Absicht, sich hier endgültig niederzulassen. Auch Paulistas (aus dem Staat São Paulo), Mineiros (aus dem Staat Minas Gerais), Baianos (aus dem Staat Bahia) und Nordestinos (aus dem Nordosten Brasiliens), die bereits Erfahrungen mit der Siedlungstätigkeit im nördlichen Paraná gesammelt hatten, schlossen sich an und gründeten die neue Stadt.
In dieser allerersten Anfangszeit wurden schnell Sägewerke in Alto Paraná errichtet. Denn die Nachfrage nach Bauholz war sehr groß, da in Rekordzeit Hunderte von Häusern errichtet wurden. Ein sehr positiver Aspekt war die Effizienz der Privatinitiative bei der Abwicklung der Landverkäufe. Ein weiterer Faktor war die Aufteilung in kleine Parzellen, eine Art institutionalisierte Landreform, die zusammen mit der großen Fruchtbarkeit des Bodens den Erfolg der Unternehmung garantierte.
Durch das Staatsgesetz Nr. 613 vom 27. Januar 1951 wurde das Dorf in die Kategorie eines Distrikts des Munizips Nova Esperança erhoben. Schon nach zwei Jahren wurde es am 19. August 1953 mit dem Staatsgesetz Nr. 1190 von Nova Esperança emanzipiert. Die Installation des Munizips erfolgte am 5. Mai 1954.

## Geografie

### Vegetation
Das Biom von Alto Paraná ist Mata Atlântica. Es liegt auf der dritten Hochebene von Paraná (Terceiro Planalto Paranaense) in dem Polygon zwischen Pirapó, Paranapanema, Paraná, der Mündung des Piquiri und dem Unterlauf des Ivaí, dessen Böden aus Caiuá-Sandstein (Arenito Caiuá) bestehen. Es ist sandiges Land, das bis zur Besiedlung mit tropischem Urwald bedeckt war. Es ist weniger fruchtbar als die östlich anschließenden Gebiete mit Terra-Roxa-Böden ist. Im Unterschied zum Süden Paranás wachsen hier keine Araukarien.
Alto Paraná befindet sich mit dem Stadtteil Sumaré von Paranavaí, das ehemals ein Bezirk von Alto Paraná war, an der westlichen Grenze der Ländereien der Companhia Melhoramentos Norte do Paraná. Die westlich anschließenden Gebiete bis zu den Ufern von Paraná, Ivaí und Piquirí wurden aufgrund ihrer geringeren Ertragskraft erst später besiedelt.

### Gewässer
Alto Paraná liegt auf der Wasserscheide zwischen Ivaí und Rio Paranapanema. Zum Ivaí fließt der Córrego da Perova. Zum linken Paranapanema-Nebenfluss Ribeirão São Francisco fließen Ribeirão do Jacaré, Agua de Maristela und Agua São Francisco.

### Straßen
Alto Paraná liegt an der Nationalstraße BR-376, der Rodovia do Café. Nächste Stadt in Richtung Curitiba ist Nova Esperança in 15 km Entfernung, in Richtung Mato Grosso ist Paranavaí in 18 km Entfernung die nächste Stadt.

### Nachbarmunizipien
|           | São João do Caiuá                           | Cruzeiro do Sul         |
| Paranavaí | Kompassrose, die auf Nachbargemeinden zeigt | Nova Esperança (Paraná) |
| Tamboara  |                                             |                         |

## Kommunalverwaltung
Bürgermeister: Claudemir Jóia Pereira, PSB
Stellvertretender Bürgermeister: Carlino Fraga Pereira, MDB

## Bevölkerung

### Bevölkerungsentwicklung
| Jahr | Einwohner | Stadt  | Land    |
| ---- | --------- | ------ | ------- |
| 1960 | 30.566    | 5.167  | 25.399  |
| 1970 | 19.593    | 5.661  | 13.932  |
| 1980 | 13.348*)  | 6.783  | 6.565*) |
| 1991 | 12.047    | 8.359  | 3.688   |
| 2000 | 12.717    | 10.114 | 2.603   |
| 2010 | 13.663    | 11.221 | 2.442   |
| 2022 | 13.929    | ?      | ?       |

*) Im Juli 1976 vernichtete ein „Schwarzer Frost“, portugiesisch geada negra, die gesamten Kaffeepflanzungen in Paraná. Die Landbevölkerung zog teils in die städtischen Gebiete, teils in andere Teile des Landes um.
Quelle: IBGE (2011) und Volkszählung 2022

### ndex der menschlichen Entwicklung (HDI)
Human Development Index (HDI) 2010: 0,696
- Einkommensindex: 0,679
- Lebenserwartungsindex: 0,846
- Bildungsindex: 0,587

### Ethnien
Ethnische Gruppen sind nach der statistischen Einteilung des IBGE (Stand: 2000 und 2010):
| Gruppe      | Anteil 2000 | Anteil 2010 | Anmerkung*)                                                                             |
| ----------- | ----------- | ----------- | --------------------------------------------------------------------------------------- |
| Brancos     | 8.585       | ▼ 8.097     | wer sich als "weiß" erklärt                                                             |
| Pardos      | 3.092       | ▲ 4.778     | wer sich als "braun" erklärt oder mit einer Mischung aus mehreren Gruppen identifiziert |
| Pretos      | 838         | ▼ 603       | wer sich als "schwarz" erklärt                                                          |
| Amarelos    | 182         | ▼ 161       | Asiaten                                                                                 |
| Indígenas   | -           | 24          | indigene Bevölkerung                                                                    |
| ohne Angabe | 20          | –           |                                                                                         |
| Gesamt      | 12.717      | ▲ 13.663    |                                                                                         |

*) Das IBGE verwendet für Volkszählungen seit 1991 ausschließlich diese fünf Gruppen. Die Gruppenzugehörigkeit wird bei der Befragung vom Einwohner selbst festgelegt. Das IBGE verzichtet bewusst auf Erläuterungen. 